# Filmarchiv
Unter einem Filmarchiv (auch: Filmothek) versteht man eine Sammlung von Filmen, oft mit dem Ziel, ältere und seltene Filme über längere Zeit hinweg auch für ein künftiges Publikum zu bewahren. Wenn ein Filmarchiv seine Bestände über diese Arbeitsbereiche hinaus auch der Öffentlichkeit zugänglich macht – dies ist bei fast allen modernen Filmarchiven der Fall – spricht man von einer Kinemathek. Filmarchive übernehmen damit die wichtige Aufgabe der Sammlung, Erhaltung und Bereitstellung des Filmerbes.

## Verbände
Ein bedeutender internationaler Verband für Filmarchive ist die Fédération Internationale des Archives du Film. In Deutschland gibt es den Deutschen Kinematheksverbund.

## Arbeit der Filmarchive

### Voraussetzungen
Die Überlieferungslage ist für die Stummfilme desolat. Nur etwa 10–20 % der Stummfilme sind erhalten. (Bohn 2013:12)
Anna Bohn nennt als eine wesentliche Ursache die „fehlende Anerkennung als erhaltenswertes Kulturgut“ (Bohn 2013: 11). Von dieser ist tatsächlich bis heute auszugehen wie die unzureichende Finanzierung der Filmarchive und der Digitalisierung des Filmerbes zeigt. Für die Digitalisierung von 72 Filmen wurden in Deutschland 2023 gerade einmal 3,2 Millionen Euro bereitgestellt.
Filmproduktionsfirmen sahen über viele Jahrzehnte keinen Grund ihre Filme sorgfältig aufzubewahren. Nach der Auswertung wurden die Filme daher als bloßes Material behandelt und der Wiederverwertung zugeführt. Bei Nitratfilmen bot der Silbergehalt einen zusätzlichen Anreiz für die Wiederverwertung.
„Man muss daran erinnern, dass die Filmindustrie sehr lange den Filmsammlungen gegenüber feindlich eingestellt war. Die ersten Kinematheken sind abseits der Produzenten entstanden und oft gegen sie, indem sie versuchten der Zerstörung der Negative und Kopien Einhalt zu gebieten. Die Listen der geretteten und aufbewahrten Filme wurden vertraulich behandelt, damit die Rechteinhaber nicht ihr Folgerecht wahrnehmen und die Rückerstattung der Kopien verlangen würden. Bis 1960 war das Geheimnis die Regel und der Informationsaustausch beschränkte sich auf die genauen Titel. Im Rahmen der FIAF wurde nur für die Stummfilme ein Katalog erstellt, da man davon ausging, dass hier der zeitliche Abstand groß genug wäre.“ (Le Roy 2013:19)
Mit der Verbreitung von Videorecordern in den 1970er Jahren und von DVDs in den 90er Jahren veränderte sich die Lage.
„Den Studioverantwortlichen wurde zunehmend bewusst, dass der Filmbestand einen der wichtigsten Vermögenswerte eines Studios darstellt und das Potential künftiger Verwertung der Filme in hoch auflösenden Formaten in hohen Maße davon abhängt, ob die originalen Ausgangsmaterialien in bestmöglicher Bild- und Tonqualität langfristig gesichert sind. Die Sicherungs- und Archivierungsstandards von US-amerikanischen Filmstudios wie 20th Century Fox und Sony Pictures Entertainment zählen heute zu den weltweit führenden. Auch die Lagerungsbedingungen für Filme wurden erheblich verbessert: Die Library of Congress eröffnete 2007 in Culpeper, Virginia ein mit neuester Technik ausgestattes Archiv für AV-Medien (Library of Congress Packard Campus for Audiovisual Conservation).“ (Bohn 2013: 23)
Ärmere Länder können sich aber einen solchen immensen Aufwand kaum leisten.

### Gründung der Filmarchive
Die Initiative zur Gründung von Filmarchiven ging teils von privater Seite, teils von staatlichen Stellen aus.
Den Anfang machte (abgesehen von der Sammlung militärischer Filme vgl. Bohn 2013:169ff.) in den 20er Jahren die Sowjetunion (vgl. Bohn 2013:248). In der Sowjetunion gab es seit der Verstaatlichung der Filmindustrie eine umfassende Zensur, die alle Stadien der Produktion umfasste. Insoweit war es konsequent gewissermaßen auch die Vergangenheit des Films unter stattliche Kontrolle zu stellen.
Eine ähnliche Konstellation könnte man für die Gründung des Reichsfilmarchivs 1934 durch die Nationalsozialisten vermuten. Die Bestände des Reichsfilmarchivs gingen zum großen Teil verloren, ein Teil wurde dem 1955 gegründeten Filmarchiv der DDR übergeben. In Westberlin wurde 1963 die Deutsche Kinemathek gegründet, die auf der Sammlung von Gerhard Lamprecht beruhte. Eine verbindliche Zusammenarbeit eines Teils (aber keineswegs aller Archive) wurde in der BRD erst mit der Gründung des Deutschen Kinematheksverbunds 1978 erreicht.
1935 gründeten Henri Langlois und Georges Franju den Cercle du Cinéma, aus dem die Cinémathèque française hervorging. 1935 wurde auch das Film Department des Museum of Modern Art gegründet, das in den USA eine zentrale Rolle in der Bewahrung und Zugänglichmachung des Filmerbes spielte. Es beriet auch die Library of Congress, die erst ab 1942 selbst Filme sammelte.
Internationale über die Zusammenarbeit in der FIAF hinaus gehende Vereinbarungen ließen aber noch lange auch sich warten. Erst 1980 kam es zur (unverbindlichen) Empfehlung von Belgrad der UNESCO, 2001 zum Europäischen Übereinkommen zum Schutz des audiovisuellen Erbes.

### Sicherung des Filmerbes
Im wiedervereinigten Deutschland aber gibt es (anders als bei Büchern) nach wie vor keine Pflichtexemplarsregelung für Filme, keine zentrale Stelle, die Filme aller Art aktiv sammeln würde. Welche Filme überliefert werden und welche nicht, bleibt dem Zufall bzw. der ökonomischen Potenz einzelner Regisseure und Regisseurinnen, die z. T. wie Wim Wenders die Digitalisierung ihrer Filme selbst in die Hand nehmen, überlassen (Vgl. Bohn 2013:25). Manche sehen darin aber auch einen Vorteil, da so nicht die Sammlungspolitik einer einzelnen Institution maßgebend ist und verschiedene Gesichtspunkte zum Tragen kommen.
Da Filmmaterial aus Acetylcellulose, wie es seit Ende der 1920er Jahre verwendet wird, bei unsachgemäßer Lagerung dem Verfall preisgegeben ist, liegt ein besonderer Schwerpunkt bei der Filmarchivierung auf der Archiv-Technik. Ein anderer wichtiger Arbeitsbereich ist die Filmrestaurierung, d. h. die Wiederherstellung der verloren gegangenen Originalversion von Filmen, von denen nur noch Negative bzw. Kopien existieren, welche durch langjähriges Abspielen, Beschädigungen, Risse, Schnitte usw. unvollständig geworden sind.
Die Langzeitarchivierung der digitalisierten Filme ist nach wie vor ungeklärt.

### Zugänglichmachung des Filmerbes
„Filme leben als Kunstwerk nur in der Projektion, die indessen ihren Verfall fördern.“ (Bohn 2013: 27) In der FIAF gab es eine lebhafte Kontroverse darüber, ob der Erhaltung oder dem Zeigen der Filme der Primat gebührt (vgl. Olmeta 2000:105)
Für die noch nicht digitalisierten Filme bedeutet die Digitalisierung, dass sie nur noch in sehr eingeschränktem Maße abgespielt werden können, da es an Spielstätten mit noch vorhandener analoger Technik und zunehmend auch an qualifiziertem Personal mangelt. Die Farben der Filme verblassen oder es stellt sich der berüchtigte Rotstich ein. Neue Kopien herstellen zu lassen ist in Ländern, in denen es keine Kopierwerke mehr gibt, schwierig.
Die Erstellung der Digitalisate erfolgt, wie der Filmhistoriker Manfred Koerber erklärt, auf unsicherer Grundlage, da es oft keine Referenz gibt. Man weiß nicht genau wie Metropolis ausgesehen hat, da es keine originale Kopie aus der Entstehungszeit mehr gibt, die von Fritz Lang abgenommen worden wäre.

### Nutzung von Filmarchiven zur Herstellung neuer Filme
Spätestens seit der Erfindung des Kompilationsfilms durch Esther Schub werden alte Filme zur Herstellung neuer Filme genutzt.
Wenige Dokumentarfilme kommen ganz ohne Archivmaterial aus. Daneben haben Filmemacher seit langem Found Footage (außerhalb von Archiven ‚gefundenes‘ Material) verwendet. Heute wird solches Material in bisher nicht gekanntem Ausmaß produziert und (wieder-)verwendet. Gleichzeitig sind die Kosten für die Verwendung von Material aus offiziellen Archiven stark gestiegen.

## Wichtige moderne Filmarchive
- Anthology Film Archives
- Arsenal (Filminstitut)
- Filmarchiv des Bundesarchivs
- Filmarchiv des DFF – Deutsches Filminstitut & Filmmuseum (früher Archiv für Filmwissenschaft bzw. Deutsches Filmarchiv)
- Filminstitut Hannover
- Filmarchiv des Filmmuseums Düsseldorf
- Schweizer Filmarchiv

## Historische Filmarchive
- Reichsfilmarchiv (Berlin, 1935–1945)
- Staatliches Filmarchiv der DDR (Ost-Berlin, 1955–1990)